# Glenea griseifrons
Glenea griseifrons là một loài bọ cánh cứng trong họ Cerambycidae.